# Ornella Volta
Ornella Volta (Trieste, 1º gennaio 1927 – Parigi, 16 agosto 2020) è stata una musicologa, saggista e traduttrice italiana.

## Biografia
Giornalista e scrittrice, Ornella Vasio prese il cognome del marito il fotografo Pablo Volta; diplomata in cinematografia, nel 1957 si trasferì a Parigi, dove nel 1981 fondò gli Archivi della Fondation Erik Satie, diventando uno dei massimi studiosi dell'opera del compositore francese . Fu amica di Federico Fellini con cui collaborò per I clowns compiendo ricerche sul circo e curando la versione francese dei dialoghi. Fu assistente alla regia del film di Luigi Comencini La bella di Roma (1955). Negli anni ’60 pubblicò alcuni libri dedicati al fantastico: I vampiri tra noi (edito da Feltrinelli nel 1960), Le vampire (1962, Pouvert) , Frankenstein & Company (1965, Sugar), Guida dell’altro mondo. Collaborò  a molte riviste tra cui “Vogue, “Quindici”, “Il Delatore”.

## Pubblicazioni su Erik Satie
- Quaderni di un mammifero, Biblioteca Adelphi, 1980, (ISBN 9788845904424)
- L'Ymagier d'Erik Satie, Parigi, Francis van de Velde, 1979, 124 p. (ISBN 2-86299-007-8)
- Satie et la danse, Parigi, Plume, 1992, 206 p. (ISBN 2-70212-160-8)
- Satie/Cocteau : les malentendus d'une entente, Parigi, Le Castor astral, 1993, 176 p. (ISBN 2-85920-208-0)
- La banlieue d'Erik Satie, Parigi, Macadam & Cie, 1999, 112 p. (ISBN 2-91378-200-0)
- Erik Satie, Correspondance presque complète, Parigi, Fayard, 2000, 1234 p. (ISBN 2-21360-674-9)
- Brèves rencontres avec André Breton, avec vingt-deux photographies de Pablo Volta, Parigi, Editions du Placard, 2003, 22 p. (ISBN 2-90752-302-3)